# Mouléla (Bambeye)
Mouléla (auch: Moulléla, Moullélat) ist ein Dorf in der Landgemeinde Bambeye in Niger.

## Geographie
Das von einem traditionellen Ortsvorsteher (chef traditionnel) geleitete Dorf liegt in der Landschaft Ader etwa 16 Kilometer südwestlich von Bambeye, dem Hauptort der gleichnamigen Landgemeinde, die zum Departement Tahoua in der gleichnamigen Region Tahoua gehört. Die Regionalhauptstadt Tahoua befindet sich rund 39 Kilometer nordöstlich von Mouléla.
Der Ortsname Mouléla kommt aus der Sprache Tamascheq und bedeutet „Autonomie“.

## Bevölkerung
Bei der Volkszählung 2012 hatte Mouléla 5440 Einwohner, die in 907 Haushalten lebten. Bei der Volkszählung 2001 betrug die Einwohnerzahl 3253 in 475 Haushalten und bei der Volkszählung 1988 belief sich die Einwohnerzahl auf 2449 in 283 Haushalten.

## Wirtschaft und Infrastruktur
Mit einem Centre de Santé Intégré (CSI) ist ein Gesundheitszentrum im Dorf vorhanden. Es gibt eine Schule. In Mouléla wird Saatgut für Hirse produziert.

## Persönlichkeiten
Mouléla ist der Geburtsort des Politikers und Managers Ibrahim Nomao (* 1963).